# Boris Miloševič
Boris Miloševič (ur. 23 marca 1971) – słoweński strongman.
Jeden z najlepszych słoweńskich siłaczy. Mistrz Słowenii Strongman w 2002 r.
Mieszka w mieście Maribor.
Wymiary:
- wzrost 186 cm
- waga 137 kg

Rekordy życiowe:
- przysiad ? kg
- wyciskanie 257,5 kg
- martwy ciąg 340 kg

## Osiągnięcia strongman
- 2002
  - 1. miejsce – Mistrzostwa Słowenii Strongman
- 2004
  - 2. miejsce – Trzecie zawody Polska kontra Reszta Świata
- 2005
  - 10. miejsce – Grand Prix IFSA Danii
- 2006
  - 5. miejsce – Drużynowe Mistrzostwa Świata Par Strongman 2006
- 2007
  - 8. miejsce – Mistrzostwa Europy Centralnej Strongman w Parach 2007
- 2008
  - 5. miejsce – Mistrzostwa Europy Centralnej Strongman w Parach 2008
  - 12. miejsce – Liga Mistrzów Strongman 2008: Varsseveld